# Филоненко, Пётр Евдокимович
Пётр Евдокимович Филоненко (1912—1971) — подполковник Советской Армии, участник Великой Отечественной войны, Герой Советского Союза (1944).

## Биография
Родился 12 июля 1912 года в посёлке Знаменка (ныне — город в Кировоградской области Украины). После окончания десяти классов школы и школы фабрично-заводского ученичества работал на железной дороге. В 1933 году был призван на службу в Рабоче-крестьянскую Красную Армию. В 1936 году он окончил курсы усовершенствования командного состава. Участвовал в боях советско-финской войны. С начала Великой Отечественной войны — на её фронтах.
К октябрю 1943 года капитан Пётр Филоненко был заместителем командира 392-го отдельного сапёрного батальона 232-й стрелковой дивизии 38-й армии Воронежского фронта. Отличился во время битвы за Днепр. 3 октября 1943 года провёл разведку переправы через Днепр в районе Вышгорода, после чего вместе с сапёрным отделением на двух лодках переправился и захватил плацдарм, после чего держал оборону до переправы основных сил, сам был ранен, но продолжал выполнять боевые задачи. Под его непосредственным руководством функционировала переправа советских частей на 11 лодках.
Указом Президиума Верховного Совета СССР «О присвоении звания Героя Советского Союза генералам, офицерскому, сержантскому и рядовому составу Красной Армии» от 10 января 1944 года за «образцовое выполнение боевых заданий командования на фронте борьбы с немецко-фашистскими захватчиками и проявленные при этом отвагу и геройство» был удостоен высокого звания Героя Советского Союза с вручением ордена Ленина и медали «Золотая Звезда».
После окончания войны продолжил службу в Советской Армии. В 1953 году он окончил курсы усовершенствования офицерского состава. В 1957 году уволен в запас в звании подполковника. 
Проживал и работал в Кишинёве. Скончался 10 апреля 1971 года.
Был также награждён двумя орденами Красного Знамени, орденом Отечественной войны 1-й степени, двумя орденами Красной Звезды и рядом медалей.